# Консоли, Кармен
Кармен Консоли (итал. Carmen Consoli, полное имя Карла Кармен Консоли; род. 4 сентября 1974 года, Катания, Италия) — итальянская певица.

## Биография
Кармен Консоли родилась 4 сентября 1974 года в городе Катания. Свою музыкальную карьеру певица начинает в родном городе, где выступает в составе группы «Moon Dogs’s Party».
В начале 1990-х Кармен переезжает в Рим, и в 1996 году записывает первый альбом «Due Parole». Главным хитом альбома является песня «Amore di plastic», с которой Кармен выступила на фестивале в Сан-Ремо в 1996 году. Её следующий альбом «Confusa e felice» выходит в 1997 году и приносит Кармен огромную популярность в Италии.
Осенью 1998 года она выпустила свой третий альбом «Mediamente isterica», а в 2000 году — четвертый, под названием «Stato di necessità», который стал самым успешным альбомом Кармен. Альбом разошелся тиражом в более чем 300 тысяч копий, а певица была удостоена двух наград «Italian Music Awards».
Всего в дискографии певицы 8 студийных и два концертных альбома. В 2001 году Кармен Консоли написала саундтрек к фильму «Последний поцелуй», а в 2008 — для фильма «Человек, который плакал».
По просьбе Адриано Челентано написала песню «Anna Magnani» (рус. «Анна Маньяни»), которая вошла в альбом певца «Dormi amore, la situazione non è buona» 2007 года.